# Ituna phenarete
Ituna phenarete är en fjärilsart som beskrevs av Doubleday 1847. Ituna phenarete ingår i släktet Ituna och familjen praktfjärilar. Inga underarter finns listade i Catalogue of Life.